# Den här sången...
Den här sången... är ett studioalbum av dansbandet Flamingokvintetten, som släpptes den 14 november 2012.

## Låtlista
1. Den här sången är det enda jag har kvar
2. Tänk på mig nån gång ibland
3. Flickorna i Göteborg
4. Nånting händer
5. Äventyr
6. Min sång till dig
7. Honky Tonk Work of Art
8. Vilken härlig dag
9. Alla minnen
10. Ma Ma Marie
11. En våg av längtan
12. Följer varje steg du tar
13. En dag